# Homonota darwinii
Homonota darwinii (плямистий гекон Дарвіна або колючий гекон) — вид геконоподібних ящірок родини Phyllodactylidae. Ендемік Аргентини. Вид названий на честь англійського натураліста Чарлза Дарвіна, автора Походження видів.

## Підвиди

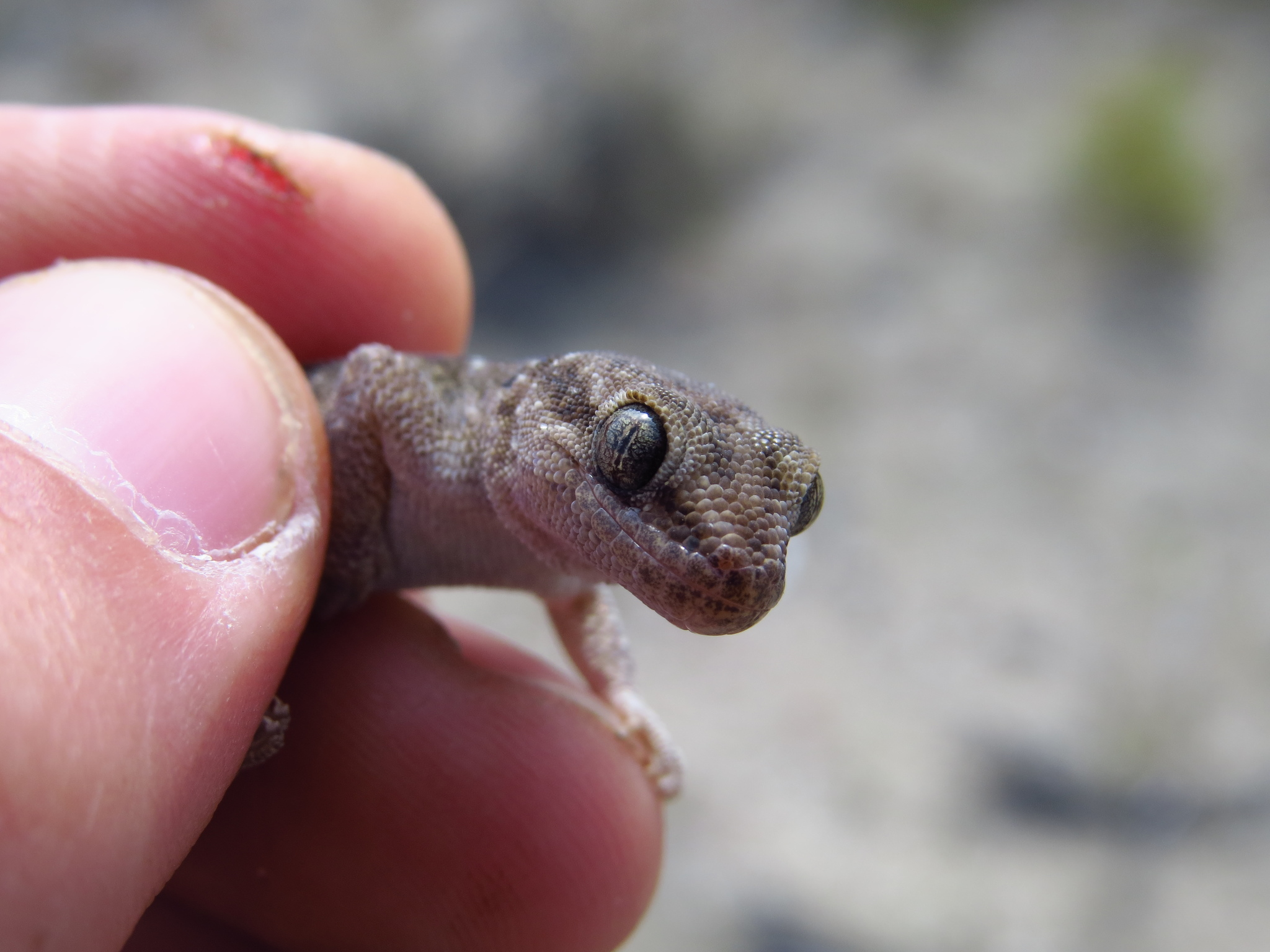
Homonota darwinii

- Homonota darwinii macrocephala Cei, 1978 — відомий з типової місцевості поблизу Ель-Кебрачал[en] в провінції Сальта;
- Homonota darwinii darwinii Boulenger, 1885 — аргентинська Патагонія (від Мендоси і західної Ла-Пампи через Ріо-Негро, Неукен і Чубут до Санта-Круса).

## Поширення і екологія
Homonota darwinii мешкають на луках і в чагарникових заростях Патагонії, серед скель і каміння. Ведуть нічних спосіб життя. Самиці відкладають одне яйце.